# قانون اساسی روسیه

نشان ملی روسیه

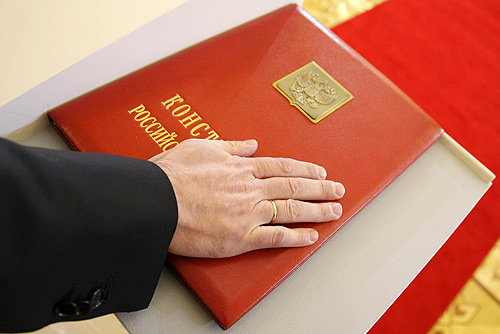
دیمیتری مدودوف به قانون اساسی روسیه سوگند می‌خورد

قانون اساسی روسیه (به روسی: Конститу́ция Росси́йской Федера́ции) مهمترین سند حقوقی در فدراسیون روسیه است. این قانون در همه‌پرسی روز ۱۲ دسامبر ۱۹۹۳ جایگزین قانون اساسی جمهوری فدراتیو شوروی سوسیالیستی شد که در ۱۲ آوریل ۱۹۷۸ میلادی به تصویب رسیده بود.
در این همه‌پرسی ۵۸٬۱۸۷٬۷۵۵ نفر شرکت کرده و ۳۲٬۹۳۷٬۳۰ (بیش از ۵۸ درصد) نفر به آن رأی موافق دادند.
در این قانون اختیارات گسترده‌ای به رئیس‌جمهور اعطا شده که این امر با سنت تاریخی تمرکز قدرت سیاسی در این کشور هماهنگ و متناسب است.

## فدرالیسم
در اصل ۶۵ این قانون ساختار فدرال کشور تشریح شده‌است. بر این اساس فدراسیون روسیه متشکل از تعدادی جمهوری، ۶ ناحیه خودگردان، ۱۰ ناحیه خودمختار، تعدادی منطقه، دو شهر فدرال (مسکو و سن پترزبورگ) و یک منطقه خودمختار یهودی‌نشین است.

## اصول
- منشأ مردمی قدرت در حکومت روسیه (اصول دو، سه، هجده)
- برتری قوانین حکومت مرکزی بر قوانین محلی (بند دو اصل چهار)
- اجازه مالکیت خصوصی (اصول ۸ و ۹ و ۳۵ و ۳۶)
- حق فعالیت اقتصادی آزاد (اصول ۸ و ۳۴)
- حق ارث بردن (بند ۴ اصل ۳۶)
- غیر مذهبی بودن حکومت (اصل ۱۴)